# 小行星8206
小行星8206（英語：8206 Masayuki）是一颗围绕太阳公转的小行星。1994年11月27日，小林隆男在大泉町发现了此天体。
这颗小行星的绝对星等为73.25784266251722等。